# McFarland & Company
McFarland & Company, Inc. è una casa editrice statunitense con sede a Jefferson, nella Carolina del Nord, specializzata in libri accademici, sport, cinema, scacchi e saggistica.

## Storia
La società è stata fondata nel 1979 da Robert Franklin, che ne è tuttora presidente. Fino al 2017 la società ha pubblicato circa 5 100 titoli.
La vendita è indirizzata principalmente a biblioteche, oltre che per via postale a clienti residenti nelle Americhe. La vendita in altri paesi è affidata alla società Eurospan Group, con sede a Biggleswade, nel Bedfordshire, Regno Unito.
Molti titoli vengono stampati con tiratura limitata a circa 600 copie.